# Isaac Taylor
Pour les articles homonymes, voir Isaac Taylor (homonymie).
Isaac Taylor (1829–1901) est un philologue, toponymiste et chanoine anglican de York (à partir de 1885).

## Biographie
Né le 2 mai 1829 à Stanford Rivers, dans le comté d'Essex (Angleterre), Isaac Taylor est le fils de l'écrivain Isaac Taylor (en) (1787–1865), le petit-fils de l'écrivain et graveur Isaac Taylor (en) (1759–1829), et l'arrière-petit-fils du graveur Isaac Taylor (1730–1807).
Il étudie au King's College de Londres et au Trinity College de Cambridge, et passe le Mathematical Tripos en 1853. Il délaisse bientôt les mathématiques et s'intéresse à la linguistique. Sa première publication est une traduction d'un ouvrage de l'historien allemand Wilhelm Adolf Becker (en) intitulé Charicles : Bilder altgriechischer Sitte, zur genaueren Kenntniss des griechischen Privatlebens.
Dans son ouvrage Greeks and Goths : a study on the runes (1879), Taylor émet l'idée que les runes, au lieu d'être un alphabet latin modifié transmis au nord de l'Europe par les Germains, dérivaient d'un alphabet grec archaïque qu'utilisaient les colonies grecques de la mer Noire (notamment Olbia), et que le commerce de l'ambre fit pénétrer dans les régions bordant la Baltique.
En 1890, il publie un ouvrage intitulé The origin of the Aryans (« L'origine des Aryens »), dans lequel il soutient que la Russie est le berceau de tous les peuples indo-européens et que toutes les populations actuelles de l'Europe sont issues de quatre races qui l'occupèrent à l'époque néolithique : les Scandinaves, les Ibères, les Celtes (qu'il considère comme les véritables Aryens), et les Ligures.

Concernant l'origine des Basques, Taylor croyait qu'ils étaient les descendants directs des Étrusques. Les théories de Taylor sur les Étrusques, considérées aujourd'hui comme obsolètes, ont suscité un grand intérêt au moment où elles ont été présentées. Il pensait également que la langue étrusque appartenait au groupe des langues altaïques.
Il est également l'auteur de pamphlets théologiques comme The Liturgy and the Dissenters (1860) et Leaves from an Egyptian Notebook (1888), et critiqua dans The Great missionary failure (1888) les méthodes employées en Afrique par les missionnaires protestants. À propos de l'Islam, Isaac Taylor fait le constat de l'influence civilisatrice de cette religion sur les tribus africaines.
Il meurt le 18 octobre 1901 à Settrington, dans le comté du Yorkshire du Nord (Angleterre).

## Citations
« Lorsque l'on embrasse la religion mahométane [en Afrique], le paganisme, le fétichisme, l'infanticide et la sorcellerie disparaissent. La saleté est remplacée par la propreté et le nouveau converti acquiert la dignité personnelle et le respect de soi. Les danses indécentes et les vagabondages sexuels cessent ; la chasteté des femmes est récompensée comme une vertu ; l'industrie remplace l'oisiveté ; la permissivité laisse place à la loi ; l'ordre et la sobriété sont prédominants ; les querelles ancestrales, la cruauté envers les animaux et les esclaves sont éradiquées. »

## Publications
- The Liturgy and the Dissenters, London : Hatchard & Co., 1860 ;
- Words and Places : Or, Etymological Illustrations of History, Ethnology, and Geography, London : Macmillan and co., 1865 (lire en ligne) ;
- Etruscan researches, London : Macmillan and co., 1874 (lire en ligne) ;
- Greeks and Goths : a study on the runes, London : Macmillan and co., 1879 (lire en ligne) ;
- Leaves from an Egyptian note-book..., London : Kegan Paul, Trench & Co, 1888 (lire en ligne) ;
- The Great missionary failure, Toronto : The National Publishing Company, 1888 (lire en ligne) ;
- The origin of the Aryans : an account of the prehistoric ethnology and civilisation of Europe, New York : Scribner & Welford, 1890 (1re édition) (lire en ligne) ;
- The alphabet : an account of the origin and development of letters, London : Kegan Paul, Trench & Co, 1893 (volume I & volume II) ;
- Names and their histories : alphabetically arranged as a handbook of historical geography and topographical nomenclature, Rivingtons, 1898 (2e édition).

## Sources
- (en) Chisholm, Hugh, « Taylor, Isaac (philologist) », In: Encyclopædia Britannica, 26 (11th ed.), Cambridge University Press, 1911.
- (en) « Taylor, Isaac (1829–1901) », In: Oxford Dictionary of National Biography, Oxford University Press, 2004.